# Fidena fisheri
Fidena fisheri är en tvåvingeart som beskrevs av Philip 1978. Fidena fisheri ingår i släktet Fidena och familjen bromsar. Inga underarter finns listade i Catalogue of Life.